# L'amica delle mogli
L'amica delle mogli è una commedia di Luigi Pirandello scritta nell'estate del 1926, tratta dall'omonima novella del 1894 e  rappresentata per la prima volta al Teatro Argentina di Roma il 28 aprile 1927 dalla Compagnia Pirandello, con Marta Abba protagonista.

## Trama
Marta, figlia di un senatore nel cui ambiente ha conosciuto ed è stata ammirata da diversi suoi seguaci, dopo il matrimonio di tutti costoro ne è divenuta l'"amica delle mogli", a cui fornisce preziosi consigli e suggerimenti: per il cerchio delle sue amiche, è ormai diventata un modello da imitare. Eppure lei, tanto perspicace nell'intuire situazioni problematiche e nel suggerire soluzioni alle sue amiche, non è stata altrettanto capace di aiutare sé stessa. Per il suo carattere riservato e alieno dalle tipiche civetterie femminili, tese ad attrarre gli uomini, non si è mai sposata e ha preferito invece essere fautrice e nume tutelare dei matrimoni delle sue amiche. Ella crede sinceramente che il suo sia un comportamento altruistico e non si rende conto che così sottilmente soddisfa invece la sua volontà di predominare e influenzare la vita degli altri.
Senza volerlo Marta si troverà al centro di avvenimenti drammatici determinati dal sentimento «di una gelosia pazzesca e furibonda».
Francesco Venzi, marito di Anna, si è innamorato di Marta e così anche Fausto, suo amico e marito di Elena, con cui forma l'ultima coppia a essere entrata nel giro e ad aver fruito dell'assistenza dell'"amica delle mogli". Il destino sembra favorire Fausto perché Elena (tormentata dal dubbio sull'involontaria rivale, rinfocolato da Venzi) muore per una grave malattia lasciandolo così libero di sposare Marta. Francesco, preda di un'insana gelosia, allora l'uccide facendo passare l'omicidio per un suicidio determinato dal dolore per la morte della sposa.
Così alla fine Marta, che ha intuito l'assassinio compiuto da Francesco, di cui ella stessa è stata l'involontaria causa, si allontanerà isolandosi da tutti: «...Lasciatemi sola! voglio restar sola! - Sola, - sola, - sola! - ».

## Edizioni
- Luigi Pirandello, Maschere nude, a cura di Italo Zorzi e Maria Argenziano, Newton Compton Editori, 2007